# Tillandsia streptophylla
Tillandsia streptophylla es una especie de planta epífita dentro del género  Tillandsia, perteneciente a la  familia de las bromeliáceas. Es originaria de América. 

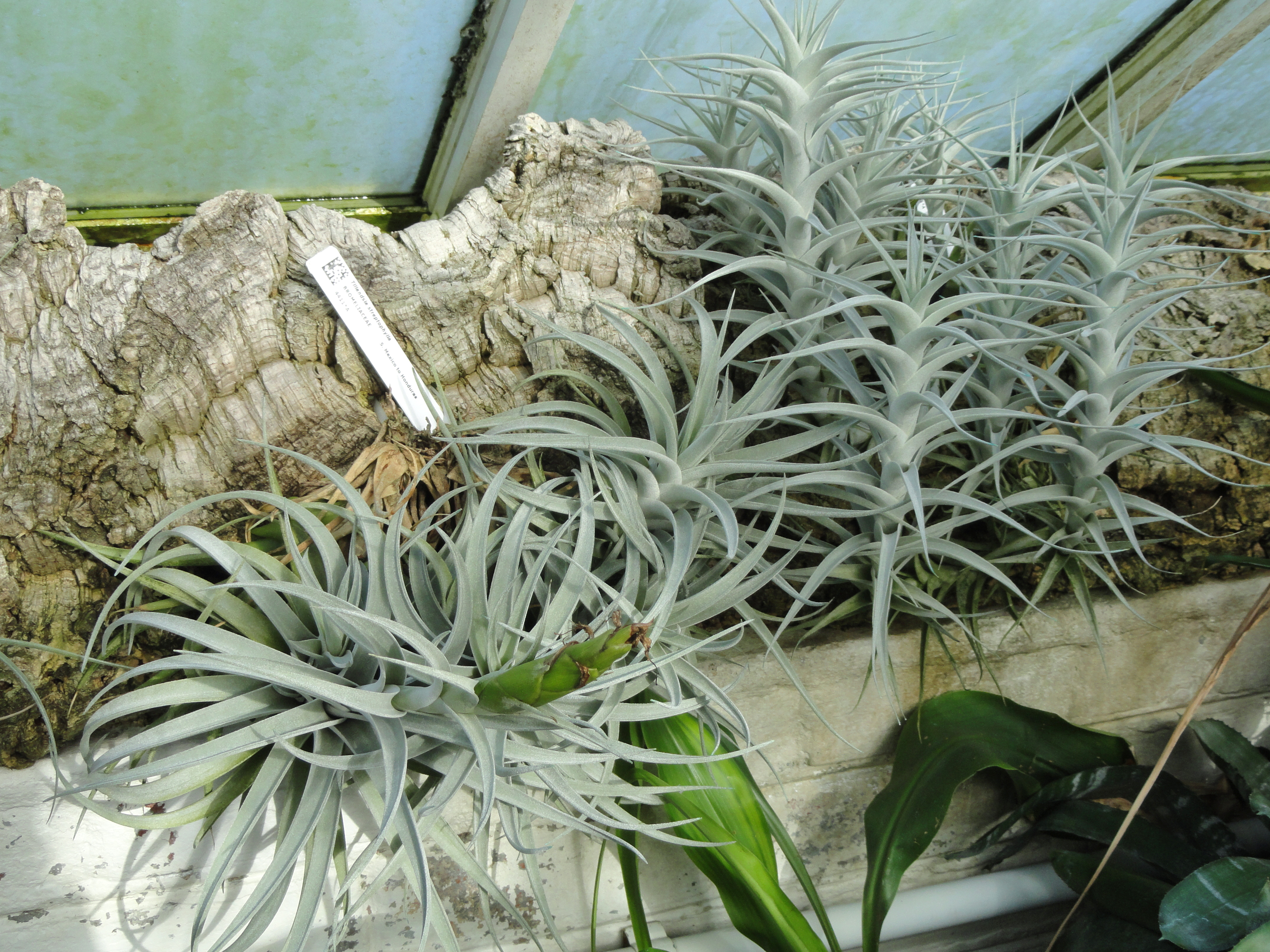
Vista de la planta

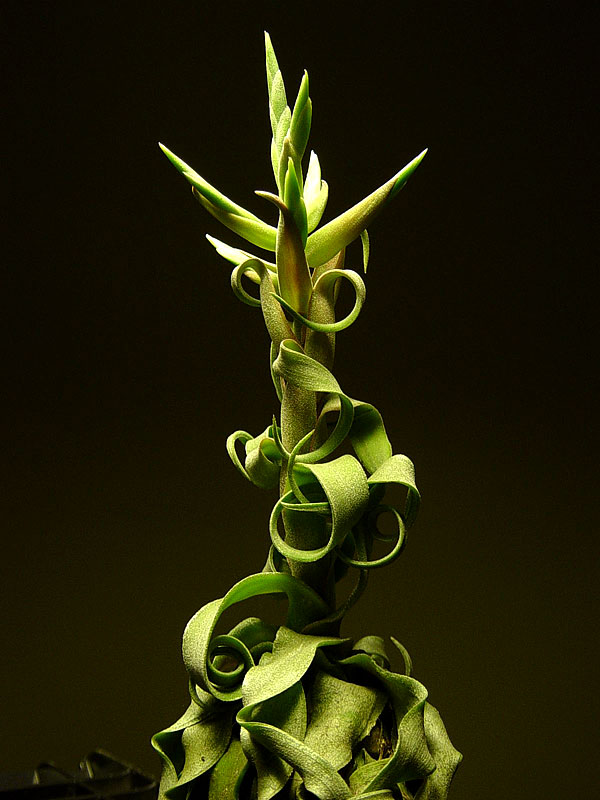
Detalle

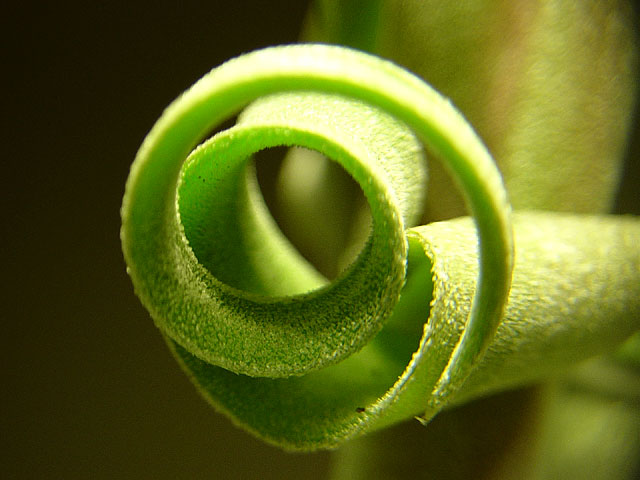
Detalle

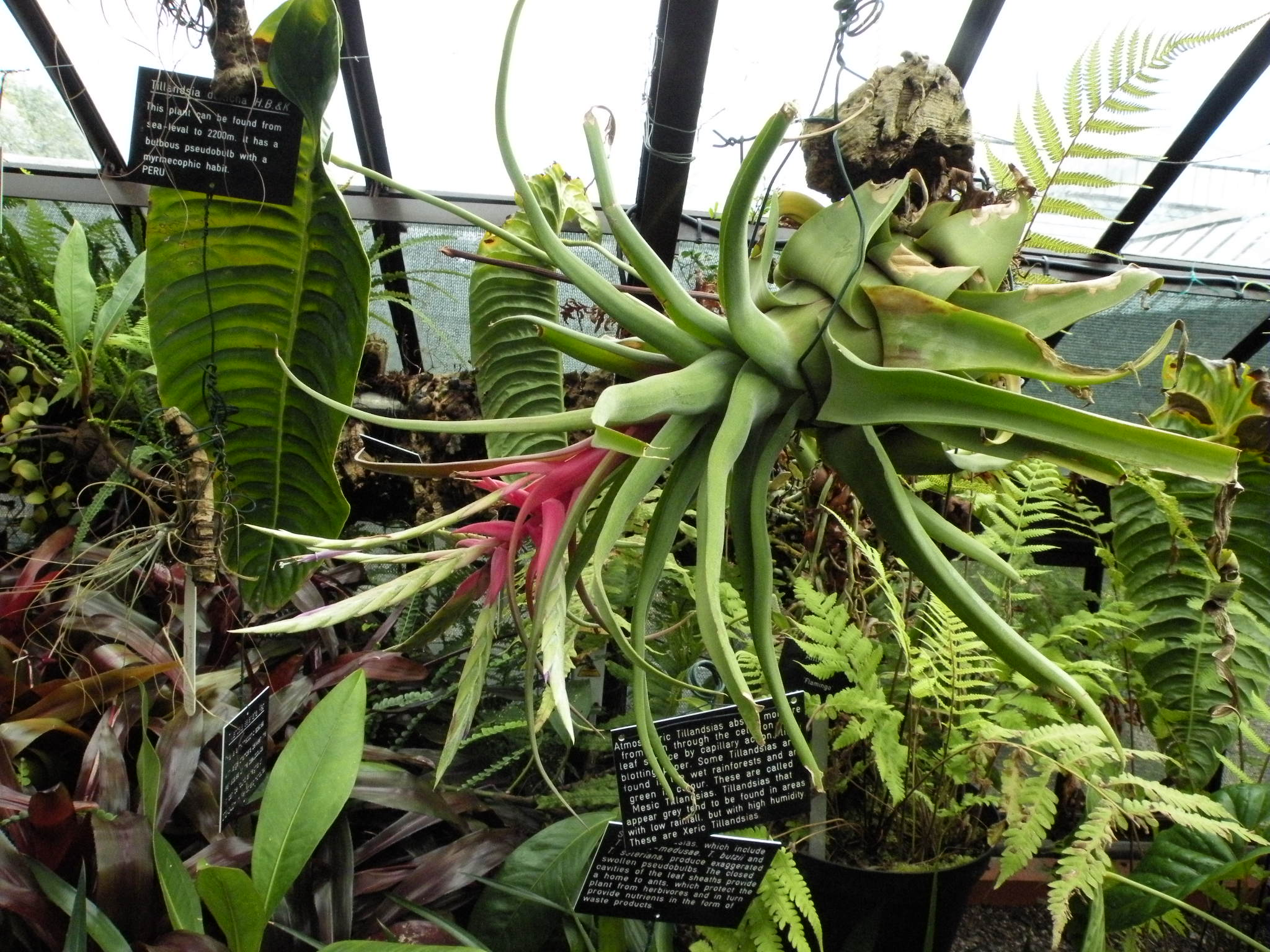
Vista de la planta

## Descripción
Son plantas acaulescentes, que alcanzan un tamaño de 20–36 cm de alto en flor. Hojas de 17–37 cm de largo; vainas 3–5 cm de ancho, café pálidas a café-rojizas, densamente adpreso-lepidotas, tricomas cinéreos en la haz y cafés en el envés; láminas angostamente triangulares, 2–2.5 cm de ancho, indumento densamente cinéreo-lepidoto patente. Escapo 4–18 cm más allá del pseudobulbo, brácteas foliáceas mucho más largas que los entrenudos; inflorescencia pinnado compuesta, hasta con 10 espigas, brácteas primarias 2–5 cm de largo; espigas 5–17 cm de largo, con 6–9 (–15) flores, ascendentes a erectas, brácteas florales 1.8–2.8 cm de largo, imbricadas, erectas (divergentes en la antesis), ecarinadas, lisas o los nervios cubiertos por el indumento cinéreo-lepidoto denso, subpatente, cartáceas a coriáceas, flores sésiles o subsésiles; sépalos 1.2–2.2 cm de largo, libres, los 2 posteriores carinados; pétalos morados. Los frutos son cápsulas de 3.5 cm de alto.

## Distribución y hábitat
Es una especie localmente común que se encuentra en los bosques caducifolios, sabanas, a una altitud de 0–100 (–1200) m; fr la mayor parte del año; desde México a Nicaragua y las Indias Occidentales (Bahamas, Cuba, Islas Caimán, Islas Turcas y Caicos).

## Cultivares
- Tillandsia 'Anna'[4]
- Tillandsia 'Asombroso'[4]
- Tillandsia 'Como'[4]
- Tillandsia 'Curly Slim'[4]
- Tillandsia 'Diane Wilson'[4]
- Tillandsia 'Eric Knobloch'[4]
- Tillandsia 'Gorgon'[4]
- Tillandsia 'Graceful'[4]
- Tillandsia 'Gympie'[4]
- Tillandsia 'Hines Poth'[4]
- Tillandsia 'Jane Williams'[4]
- Tillandsia 'Katie Styer'- capitata x streptophylla (Steve Correale)[4]
- Tillandsia 'Kauri'[4]
- Tillandsia 'Litl Liz'[4]
- Tillandsia 'Love Knot'[4]
- Tillandsia 'Lucille'[4]
- Tillandsia 'Paterson'[4]
- Tillandsia 'Redy'[4]
- Tillandsia 'Selerepton'[4]
- Tillandsia 'Showtime'[4]
- Tillandsia 'Sitting Pretty'[4]
- Tillandsia 'Tall Stranger'[4]
- Tillandsia 'Toolara'[4]

## Taxonomía
Tillandsia streptophylla fue descrita por Scheidw. ex E.Morren y publicado en L'horticulteur belge, journal des jardiniers et amateurs 3: 252, t. s.n. 1836.
Etimología
Tillandsia: nombre genérico que fue nombrado por Carlos Linneo en 1738 en honor al médico y botánico finlandés Dr. Elias Tillandz (originalmente Tillander) (1640-1693).
streptophylla: epíteto latíno que significa  "con la hoja torcida"
Sinonimia
- Tillandsia circinnata Schltdl.
- Vriesea streptophylla (Scheidw. ex E.Morren) E.Morren	[6][7]